# 3K95 Kinžal
Il 3K95 Kinžal (in russo 3K95 Кинжал?; nome in codice NATO: SA-N-9 Gauntlet) è un sistema missilistico imbarcato da difesa aerea a corto raggio di origine sovietica, sviluppato negli anni 1970 dalla Altair nonché versione navale del semovente missilistico anti-aereo Tor sviluppato contemporaneamente dalla NPO Almaz.
Entrato in servizio nel 1989 a bordo delle unità maggiori della Marina sovietica, è progettato per neutralizzare velivoli ad ala fissa e rotante e missili cruise entro una gittata di 12 km in volo ad altitudini comprese fra i 10 e i 6 000 metri. In grado di essere installato su navi dislocanti a partire dalle 800 tonnellate, utilizza lo stesso missile 9M330 della versione terrestre collocato in lanciatori rotanti composti da tre a sei celle capaci di ospitare fino a otto missili ciascuna.
Ne è stata sviluppata una versione aggiornata basata sul Tor-M1, denominata Ëž (in russo Ёж?, nome in codice NATO: SA-N-9 Gauntlet), e una versione da esportazione conosciuta con il nome di Klinok (in cirillico: Клинок).
In servizio su numerose unità di epoca sovietica nei ranghi della Marina russa, a partire dal 2016 sono in corso dei lavori di aggiornamento del sistema.

## Storia
Nonostante abbia iniziato i test prima della sua controparte terrestre, la variante navale, Kinžal, ha avuto uno sviluppo più lungo.
Dopo un lungo periodo di test su una corvetta classe Grisha, e la neutralizzazione di quattro missili antinave P-5 Pjatërka nel 1986, il Kinžal è entrato in servizio nel 1989.

## Caratteristiche
Immagazzinati all'interno di lanciatori VLS rotanti, i missili sono raggruppati in lanciatori composti da tre a sei moduli e montati a filo del ponte. Durante il lancio, il missile viene espulso utilizzando una catapulta a gas prima dell'accensione del booster del missile.
Il rilevamento dei bersagli avviene per mezzo di un radar di controllo del fuoco multicanale 3R95, (nome in codice NATO: Cross swords), composto da due diversi set:
1. un radar di acquisizione del bersaglio in banda G (raggio di rilevamento 45 km, inseguimento di otto bersagli in contemporanea);
2. un radar di ingaggio in banda K (raggio di tracciamento massimo 15 km).

Utilizzando due radar parabolici a scansione meccanica di acquisizione dei bersagli montati sulla parte superiore del pennone dell'unità navale, il sistema di controllo del fuoco fornisce un campo visivo a 360 gradi, nonché rilevazione IFF. Il radar di aggancio del bersaglio è un'antenna array passiva a scansione elettronica del tipo a riflessione montata sulla parte anteriore del sistema di controllo del tiro con un campo visivo di 60 gradi.
Il sistema ha un tempo di reazione di 8-24 secondi, a seconda della modalità di funzionamento, ed è gestito da un equipaggio di tredici uomini.
Il radar del Kinžal può anche condividere le informazioni di controllo del fuoco con i sistemi CIWS AK-630.

## Vettori
Incrociatori portaerei:
- Admiral Kuznecov

Incrociatori:
- Kirov
- Slava

Cacciatorpediniere:
- Udaloj

Fregate:
- Neustrašimyj

## Utilizzatori

### Presenti
Russia
- Voenno-morskoj Flot

### Passati
Unione Sovietica
- Voenno-morskoj Flot